# 27959 Фаджіолі
27959 Фаджіолі  (27959 Fagioli) — астероїд головного поясу, відкритий 19 вересня 1997 року.
Тіссеранів параметр щодо Юпітера — 3,546.